# Баші (Київська область)
Баші́ (до 1946 року), або Березівка (після 1946 року) — колишнє село в Україні. У 1958 році було об'єднано з селом Юхни (нині Миронівської громади, Київської області). До цього входило до Юхнівської сільської ради Старченківського району Київської області Української РСР.

## Історія
Існує легенда щодо заснування цього поселення на околиці Юхнів. За часів Золотої Орди один з воєначальників на ім'я Баша обрав цю місцевість для відпочинку свого війська. На одному з пагорбів він встановив свій намет, а воїни розташувалися у широкій долині, яка могла напоїти воїнів та їхніх спраглих коней чистою джерельною водою. Згодом ординці пішли далі, а назва Баші залишилась.
У 1932 році у Башах створено колгосп імені К. Ворошилова.
7 березня 1946 року Указом Президії Верховної Ради УРСР «Про збереження історичних найменувань та уточнення і впорядкування існуючих» село Баші Юхнівської сільської ради перейменоване на село Березівка.
У 1950 році в результаті укрупнення колгоспу в Юхнах, колгоспи імені К. Ворошилова (с. Березівка) та «Жовтень» (с. Юхни) було об'єднано в один, який отримав назву імені В. Молотова, а головою новоствореного колгоспу став М. І. Носков. Колгоспна контора та сільська рада знаходилися в Юхнах, а село Березівка  підпорядковано Юхнівській сільській раді.
10 травня 1958 року видано рішення виконавчого комітету Київської обласної ради депутатів трудящих № 347 «Про уточнення обліку населених пунктів Київської області» згідно якого села Юхни та Березівка Юхнівської сільської ради Старченківського району Київської області, «зрослись» і відтоді вважаються одним населеним пунктом — селом Юхни.